# Kattuputhur
Kattuputhur (o Kattuputtur, Katuputur, Kattupputtur) è una suddivisione dell'India, classificata come town panchayat, di 11.115 abitanti, situata nel distretto di Tiruchirappalli, nello stato federato del Tamil Nadu. In base al numero di abitanti la città rientra nella classe IV (da 10.000 a 19.999 persone).

## Geografia fisica
La città è situata a 10° 58' 60 N e 78° 13' 60 E e ha un'altitudine di 102 m s.l.m..

## Società

### Evoluzione demografica
Al censimento del 2001 la popolazione di Kattuputhur assommava a 11.115 persone, delle quali 5.546 maschi e 5.569 femmine. I bambini di età inferiore o uguale ai sei anni assommavano a 1.058, dei quali 522 maschi e 536 femmine. Infine, coloro che erano in grado di saper almeno leggere e scrivere erano 7.727, dei quali 4.361 maschi e 3.366 femmine.